# Charles Karle
Charles George Karle (15. maj 1898 - 24. juni 1946) var en amerikansk roer fra Philadelphia.
Karle vandt (sammen med William Miller, George Healis og Ernest Bayer) en sølvmedalje i firer uden styrmand ved OL 1928 i Amsterdam. I finalen blev amerikanerne besejret af den britiske båd, der vandt guld, mens Italien fik bronze. Det var det eneste OL han deltog i.
Karle blev dræbt i trafikulykke i hjembyen Philadelphia som 48-årig.

## OL-medaljer
- 1928:  Sølv i firer uden styrmand